# Lothar Geitler
Lothar Geitler (* 18. Mai 1899 in Wien; † 1. Mai 1990) war ein österreichischer Botaniker und Cytologe. Seine Hauptinteressen galten den Blau- und Kieselalgen, den Flechtensymbiosen und der Chromosomenforschung.

## Werdegang des Wissenschaftlers
Lothar Geitler entstammte einer großbürgerlichen Wiener Familie. An der Wiener Universität hörte er neben Botanik bei Hans Molisch und Fritz Knoll sowie Geographie-Vorlesungen auch Kunstgeschichte und Sanskrit. Mit seiner Doktorarbeit bei Richard Wettstein „Versuch einer Lösung des Heterocysten-Problems“, Universität Wien 1921, hatte sich Geitler den Blaualgen zugewandt.
Die Blaualgen hatte er bei seinem ersten Aufenthalt an der Biologischen Station in Lunz (im Juli/August 1921) in ihrer Vielfalt kennengelernt. 1925 legte er die erste systematische Darstellung dieser bisher wenig bearbeiteten Organismengruppe vor und habilitierte sich 1928 an der Universität Wien für Systematische Botanik. Geitler war einer der wenigen Fachleute für die Cyano- oder Schizophyceen und wurde daher oft zur Mitarbeit an Serienwerken eingeladen, an Floren, ökologischen (z. B. „Planktonalgen“) oder Systematik-Kompendien. Er begann sich damals aber auch den Kieselalgen zuzuwenden, die im Laufe der Zeit stetig an Bedeutung in seiner Arbeit gewannen und schließlich Inhalt von insgesamt ca. 100 Publikationen waren.
Nach einem Studienjahr in Berlin bei dem Erforscher der Geschlechtsbestimmung bei Einzellern Max Hartmann, den er ebenfalls in Lunz kennengelernt hatte – wo er noch oft mit ihm zusammentraf, ohne dessen naturphilosophische Interessen aber je „aktiv“ zu teilen –, wandte sich Geitler vermehrt der Cytologie („Abriss der Cytologie“, 1934) und insbesondere der Erforschung der Chromosomen zu, deren Bedeutung für die Vererbung (Genetik) er damals zu erahnen begann. 1935 erkannte Geitler die Polytänie stoffwechselaktiver Chromosomen, und zwar dienten hierbei als Untersuchungsobjekt besonders Gewebe von „Lunzer“ Teichwasserläufern (Gerris). Es handelte sich dabei weder um Verschmelzungsprodukte noch um aufgeschobene oder unterdrückte Kernteilungen, sondern um funktionell eigenwertige, von ihm dann so genannte Endomitosen (ohne Spindel-Bildung), die zu somatischer Polyploidie (bis 1024-n) führen (1937; 1939). In dieser Zeit unternahm er auch vermehrt Untersuchungen an Flechten. Geitler trug auch zur Theorie der Eukaryoten als Mischwesen (Symbiosen von „Pilz“ und prokaryoten „Algen“) Wesentliches mit Untersuchungen und Überlegungen z. B. zu den von A. Pascher 1914 entdeckten Syncyanosen (Buch: 1959) bei.
Während des Krieges – die Leitung des Botanischen Instituts lag damals in den Händen Fritz Knolls – war Geitler (als außerordentlicher Professor seit 1937) sehr oft in Lunz. Er betreute oder förderte hier Algologen des benachbarten Auslandes, z. B. den internierten Pierre Bourrelly oder den Agramer Doktoranden Zvonimir Devidé. Bedeutenderen Stellungen, z. B. in Berlin an Kaiser-Wilhelm-Instituten, hatte er sich verweigert. 1940 legte er eine kurze „Morphologie der Pflanzen“ (Sammlung Göschen Bd. 141) vor, die später wieder mehrmals neu aufgelegt wurde. Ab 1932 gab er der Fachwelt fast alljährlich, bis 1973, die „Fortschritte der Botanik“ auf cytologischem Gebiet als gedrängtes Referat wieder. Ein Handbuch (1. Aufl. 1940) über die cytologischen Techniken der Chromosomenfärbung erschien ebenfalls. Manche der von ihm verfassten Einzelarbeiten erschienen im Instituts-Journal, der „Österreichischen Botanischen Zeitschrift“ unter seiner Redaktion (1974 umbenannt in „Plant Systematics and Evolution“). 29 % davon (105) sind zugleich Arbeiten aus der Biologischen Station Lunz.
Ca. 90 Taxa führen ihn als Autor (Geitler) im Namen.
(1946 und definitiv) 1948 übernahm dann Geitler die Leitung des Botanischen Instituts und des Botanischen Gartens der Universität Wien, bis zu seiner Emeritierung 1969. Bis 1973 betreute er Dissertanten, bis 1983 kam er zum Mikroskopieren im Sommer nach Lunz, und seine letzte Publikation stammt aus 1987. Geitler war ein starker Raucher gewesen, und das schmälerte letztlich seine großartige Sehkraft durch Retinopathie. Außergewöhnlich war auch die Schärfe seines Urteilens, was z. B. etliche Arbeiten mit Titeln wie „Die angebliche Cyanophycee Isocystis pallida ist ein hefeartiger Pilz (Torulopsidosira)“ (1963) zeigten.
Er wurde am Wiener Zentralfriedhof bestattet.